# النا کارپوا
النا کارپوا (روسی: Елена Викторовна Карпова؛ زادهٔ ۱۴ ژوئن ۱۹۸۰) از برندگان مدال‌های بازی‌های المپیک تابستانی و بازیکن بسکتبال اهل اتحاد جماهیر شوروی سوسیالیستی است.